# Еллікотт (Нью-Йорк)
Еллікотт (англ. Ellicott) — місто (англ. town) в США, в окрузі Чотоква штату Нью-Йорк. Населення — 8768 осіб (2020).

## Демографія
Згідно з переписом 2010 року, у місті мешкало 8714 осіб у 3721 домогосподарстві у складі 2389 родин. Було 4103 помешкання
Расовий склад населення:
| - 97,4 % — білих - 0,7 % — чорних або афроамериканців - 0,6 % — азіатів - 0,1 % — корінних американців |

До двох чи більше рас належало 0,8 %. Частка іспаномовних становила 1,7 % від усіх жителів.
За віковим діапазоном населення розподілялося таким чином: 20,3 % — особи молодші 18 років, 58,1 % — особи у віці 18—64 років, 21,6 % — особи у віці 65 років та старші. Медіана віку мешканця становила 46,5 року. На 100 осіб жіночої статі у місті припадало 94,5 чоловіків;  на 100 жінок у віці від 18 років та старших — 90,2 чоловіків також старших 18 років.
Середній дохід на одне домашнє господарство  становив 60 335 доларів США (медіана — 51 333), а середній дохід на одну сім'ю — 72 465 доларів (медіана — 65 412). Медіана доходів становила 46 607 доларів для чоловіків та 40 786 доларів для жінок. За межею бідності перебувало 13,2 % осіб, у тому числі 22,9 % дітей у віці до 18 років та 7,6 % осіб у віці 65 років та старших.
Цивільне працевлаштоване населення становило 4146 осіб. Основні галузі зайнятості: освіта, охорона здоров'я та соціальна допомога — 26,2 %, виробництво — 24,4 %, мистецтво, розваги та відпочинок — 10,8 %, роздрібна торгівля — 9,6 %.